# Andrew Renfroe

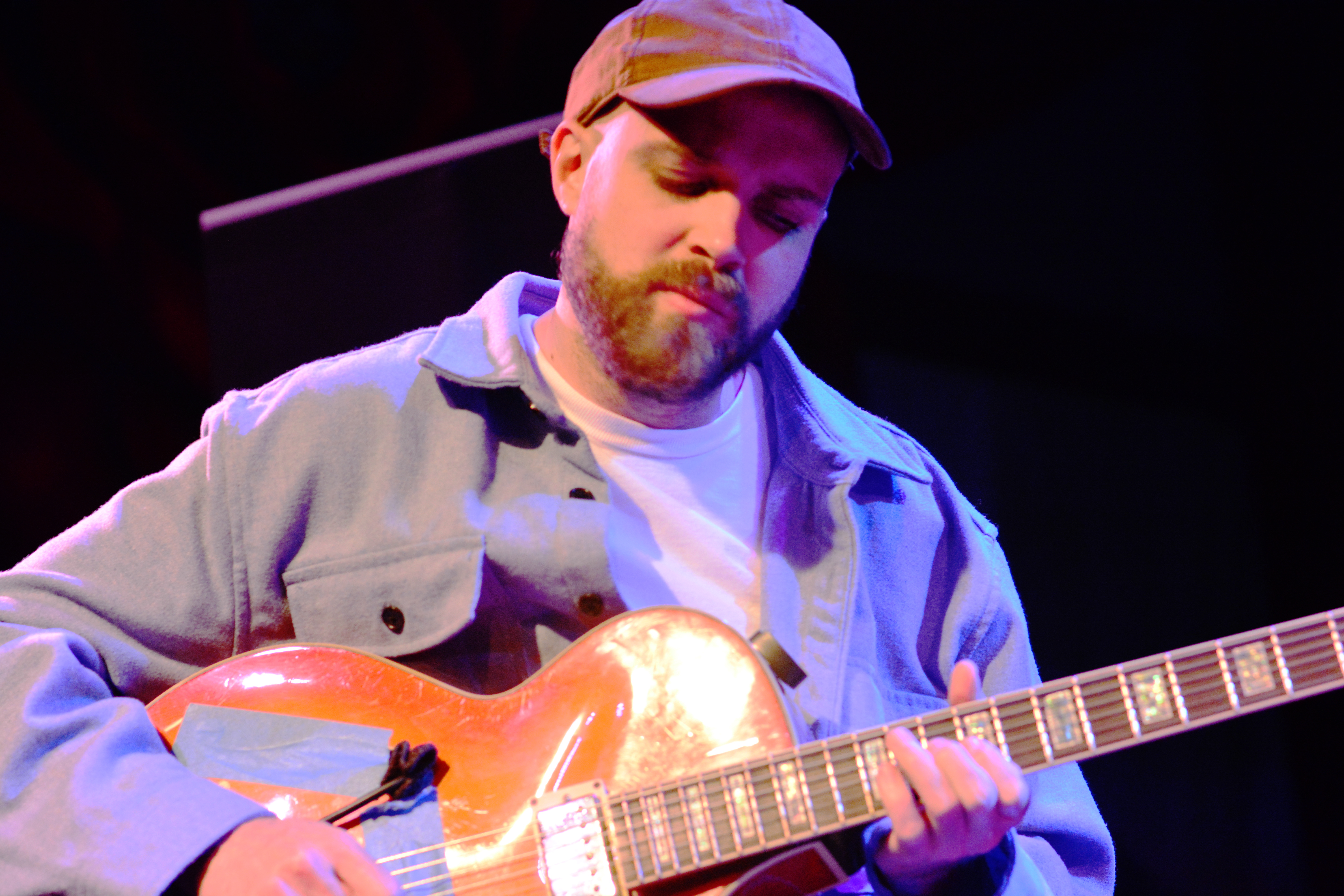
Andrew Renfroe, 2023

Andrew Renfroe (* um 1990) ist ein US-amerikanischer Jazzmusiker (Gitarre, Arrangement, Komposition) des Modern Jazz.

## Leben und Wirken
Renfroe, der aus Jupiter, Florida, stammt, studierte zunächst am Jackie McLean Institute of Jazz in Hartford. Das Studium schloss er 2013 mit dem Bachelor of Music ab. 2016 erwarb er den Master of Music an der New Yorker Juilliard School. Seitdem arbeitete er in der New Yorker Jazzszene mit Musikern wie Nat Reeves, Javon Jackson, Terrace Martin, Mike LeDonne und J. D. Allen III. Er gehörte den Gruppen von Carmen Lundy, David Weiss, Ned Goold und Joshua Bruneau an. Mit letzterem entstanden 2014 auch erste Aufnahmen (Bright Idea, u. a. mit Steve Davis). Weiterhin spielte er mit Luke Sellick (Alchemist, 2016), Jonathan Barber (Vision Ahead, 2018), Curtis Nowosad, Braxton Cook, Jovan Alexandre, Nick Biello und in Matt Dwonszyks The Dwonztet. 2020 legte Renfroe die EP Dark Grey vor. 2021 erschien sein erstes Album Run in the Storm. Als Einfluss nennt er unter anderem Kurt Rosenwinkel. Er verwendet unter anderem ein Freeze-Pedal.
Zu Renfroes eigenen musikalischen Projekten gehört die Beschäftigung mit dem Delta-Blues-Musiker Son House mittels der Klangästhetik des John Coltrane Quartet und mit traditioneller Musik aus Burkina Faso und Mali im Rahmen eines Jazzquartetts. Gegenwärtig arrangiert er Orgelkompositionen Olivier Messiaens wie etwa „Le Banquet céleste“, die er mit seiner Band adaptierte. Ferner schrieb er Kompositionen für die Formation Bonomo von Adam Bonomo.